# Fitzcarraldo
Fitzcarraldo är en västtysk film från 1982 i regi av Werner Herzog. Huvudrollen spelas av Klaus Kinski.

## Handling
Drömmaren Brian Sweeney Fitzgerald (Klaus Kinski) planerar att bygga ett operahus mitt i den peruanska djungeln. Finansieringen till detta har han tänkt att få genom att driva en gummiplantage i ett område som hittills inte exploaterats då ett stort vattenfall spärrar av floden som gummit måste transporteras på. Fitzgerald köper en ångbåt för pengar han får av sin älskarinna, den lokala bordellmamman Molly (Claudia Cardinale), och beger sig uppför en angränsande flod. Planen är att transportera båten till rätt flod över ett berg på ett ställe där de två floderna ligger nära varandra. Problem uppstår dock då besättningen överger skeppet på grund av hotet från indianstammar i området. Dock visar det sig att indianerna vill hjälpa till att ta skeppet över berget men det visar sig att de har ett eget motiv till detta. Indianerna vill offra ångbåten till de onda andar de tror besitter vattenfallet och på detta vis går Fitzgeralds planer om intet.

## Om filmen

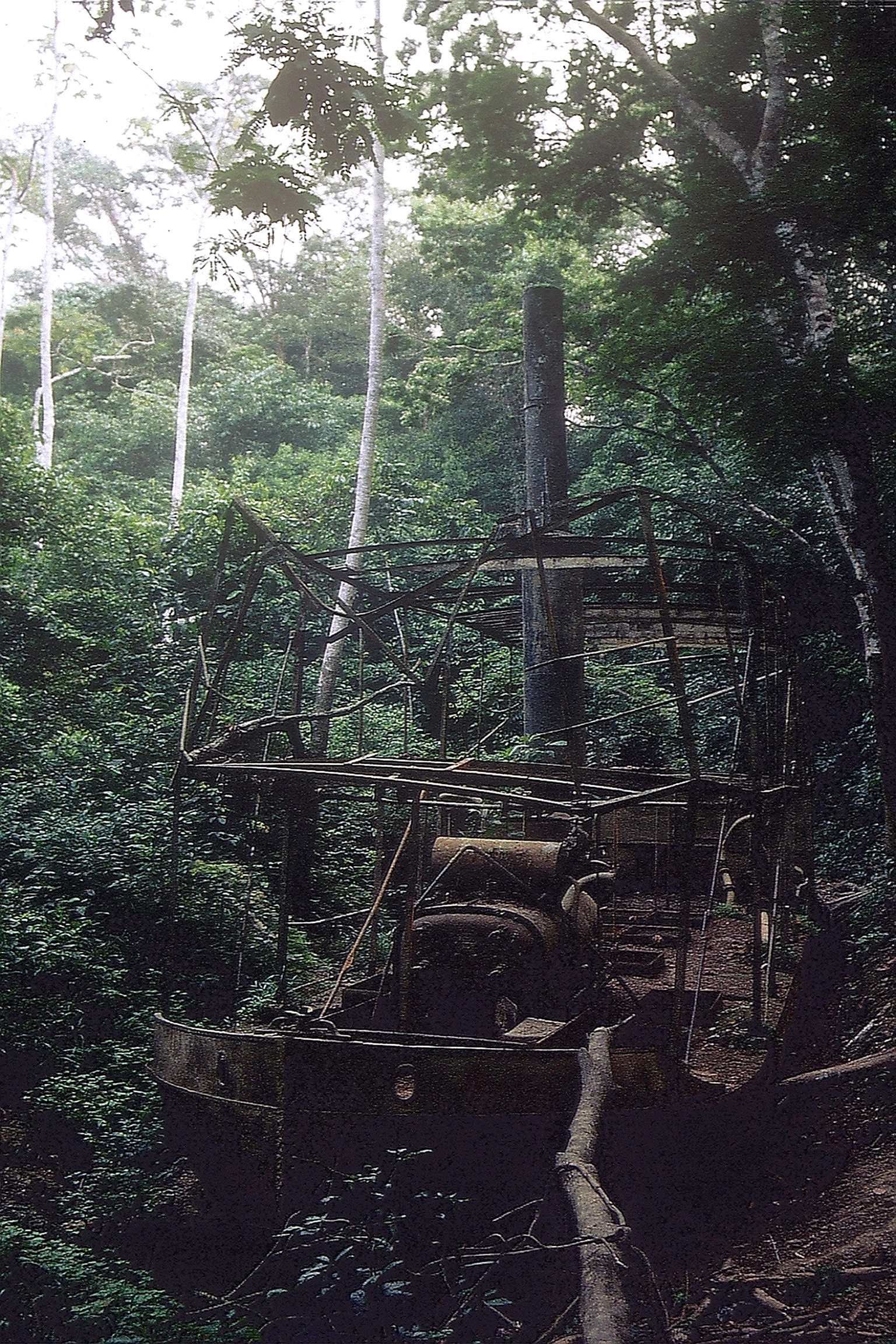
Vraket efter ångbåten som troligtvis den riktiga Carlos Fitzcarrald använde.

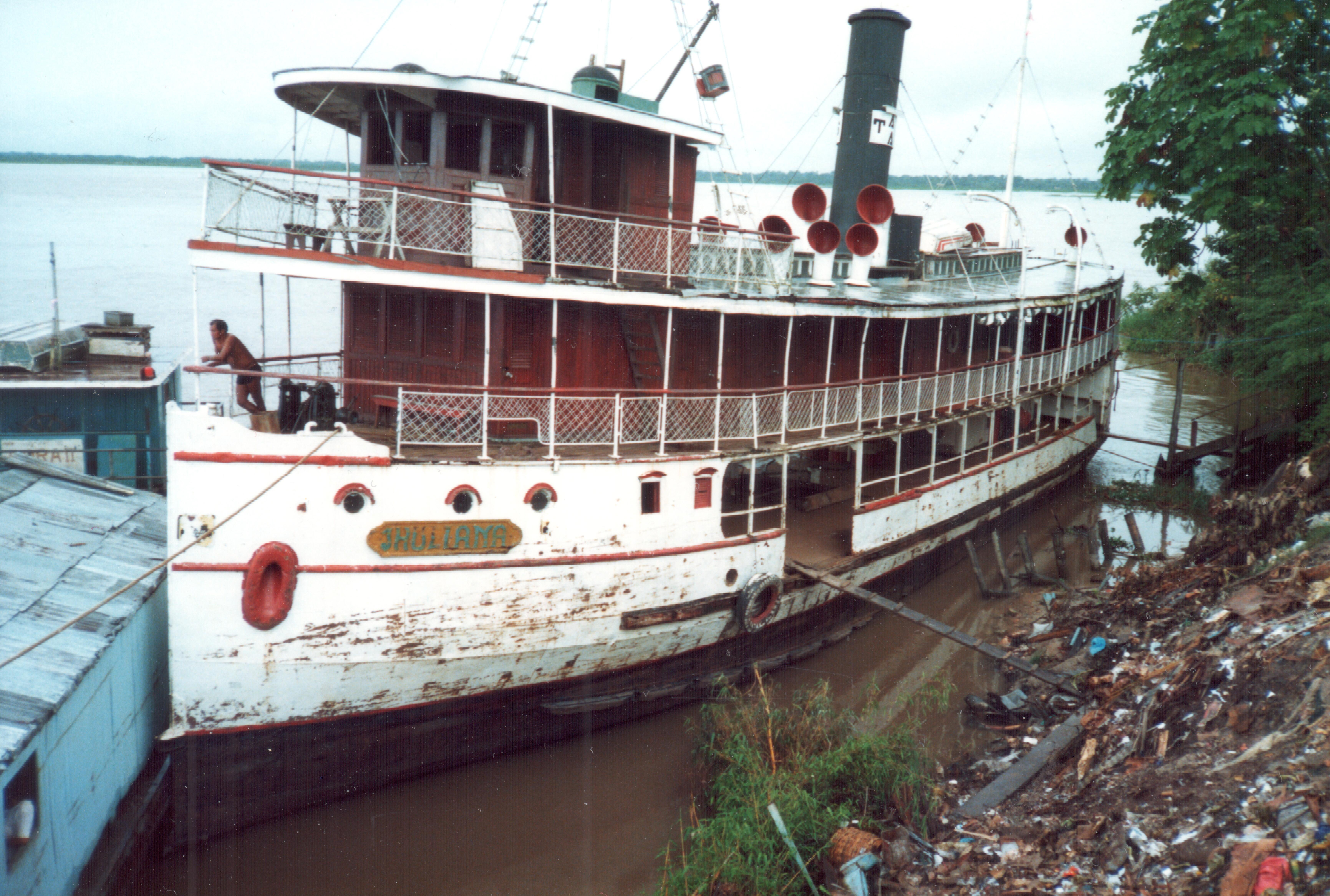
Flodbåten som användes i filmen Fitcarraldo i Iquitos hamn 1987.

Handlingen är löst baserad på en verklig händelse, dock hade förlagan till Fitzcarraldo vett att ta isär ångbåten och transportera den bit för bit över berget istället för att dra den hel och hållen. Ångbåten i filmen drogs även upp och nerför ett berg på riktigt, utan specialeffekter. Den var också, som beskrivs i filmen, långt tyngre än den som den historiske Carlos Fitzcarrald  fraktade över, i bitar.
Filmen drog till sig en hel del publicitet innan den ens släpptes. Hela två dokumentärfilmer gjordes om Herzogs skapande av Fitzcarraldo. Stora problem uppstod med huvudrollen då Jason Robards och Mick Jagger pga schemakonflikter och sjukdom blev ersatta av Klaus Kinski, som tidigare spelat i flera av Herzogs filmer. Men det skrevs även en hel del om den globala oron för regnskogarna, folkmord och landets politik. Efter filmen hade släppts tyckte dock en del kritiker att den ena av de två dokumentärerna, Burden of Dreams (1982), var mer intressant än själva filmen.
Kinski ställde till med problem på inspelningsplatsen på grund av sitt ökänt hetsiga humör. Han skrek och klagade på flera anställda filmarbetare över småsaker som kvalitén på maten. Herzog har sagt att medlemmar ur lokalbefolkningen som jobbade som statister och skådespelare var väldigt upprörda över Kinskis beteende och att det gick så långt att en av hövdingarna på fullt allvar frågade Herzog om han önskade att stammen skulle mörda Kinski innan inspelningen var över.

## Rollista i urval
- Klaus Kinski – Brian Sweeney Fitzgerald, "Fitzcarraldo"
- Claudia Cardinale – Molly
- José Lewgoy – Don Aquilino
- Miguel Ángel Fuentes – Cholo, mekanikern
- Paul Hittscher – kaptenen, "Orinoco-Paul"
- Huerequeque Enrique Bohórquez – Huerequeque, kocken
- Grande Otelo – stinsen
- Peter Berling – operachefen
- David Pérez Espinosa – campaindianernas hövding
- Milton Nascimento – svart man i livré
- Rui Polanah – gummibaronen
- Salvador Godinez – den gamle missionären
- Dieter Milz – den unge missionären
- Bill Rose – notarien
- Leoncio Bueno – fångvaktaren